# Zisterzienserinnenkloster La Encarnación (Talavera de la Reina)

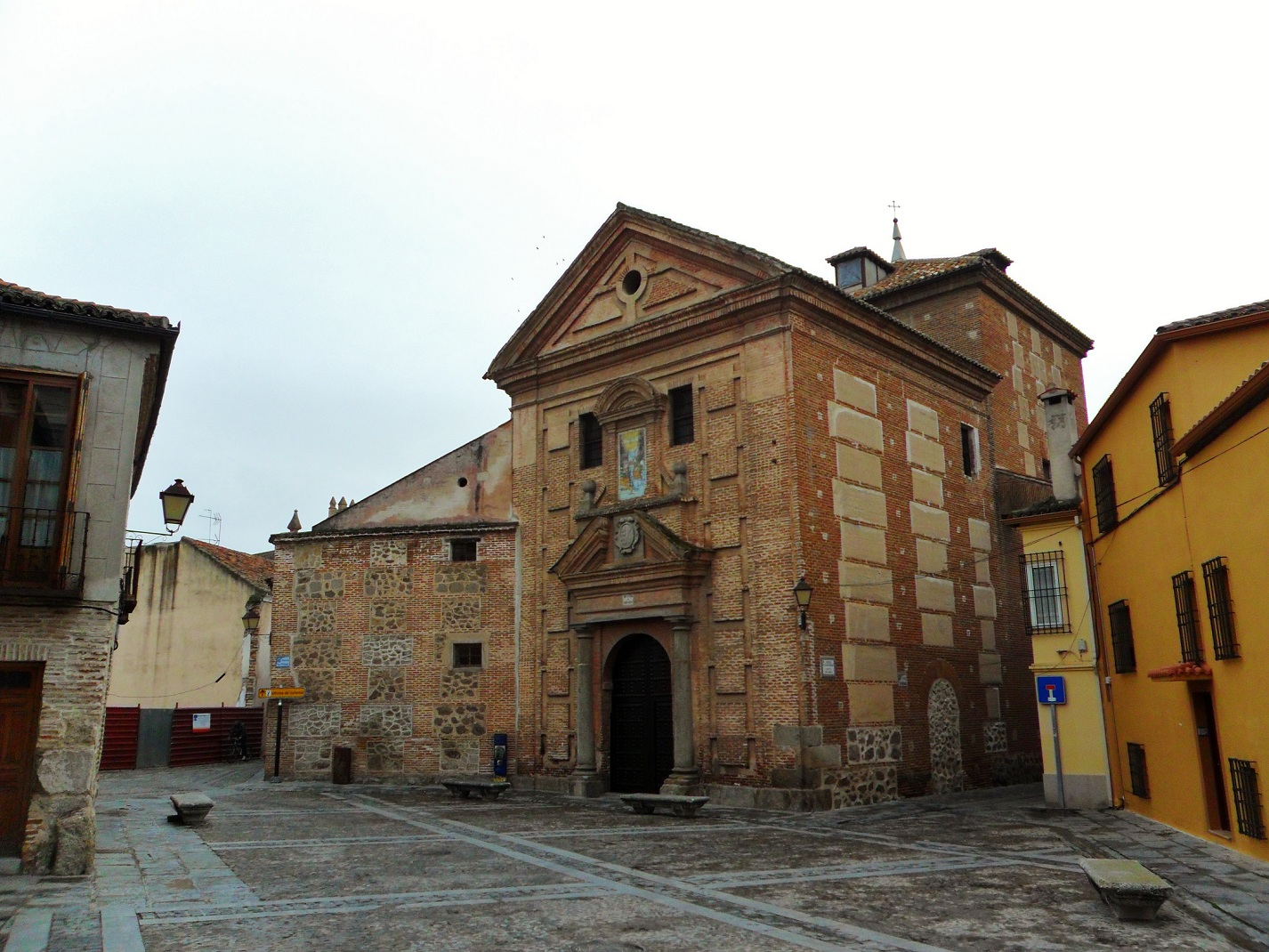
Zisterzienserinnenkloster La Encarnación

Das Zisterzienserinnenkloster La Encarnación ist seit 1610 ein Kloster der Zisterzienserinnen in Talavera de la Reina, Provinz Toledo in Spanien.

## Geschichte
In Talavera de la Reina, ca. 100 Kilometer südwestlich Madrid, wo es bereits das Zisterzienserinnenkloster San Benito gab (unweit der Calle San Benito), wurde 1610 mit dem Ziel der strengeren Oberservanz das Kloster La Encarnación („Menschwerdung“) der Bernhardinerinnen gestiftet, das (wie auch San Benito) bis heute besteht. Es gehört zur Zisterzienserinnenkongregation San Bernardo (C.C.S.B.). Die Klostergebäude des Architekten Fray Lorenzo de San Nicolás (1593–1679) in der Straße Calle San Bernardo stehen seit 1993 unter Denkmalschutz.